# Хатидзё (остров)

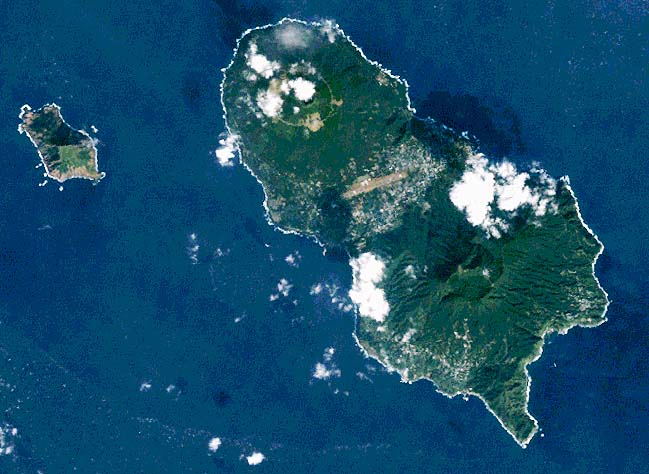
Острова Хатидзё (справа) и Хатидзёкодзима

Хатидзё (яп. 八丈島) — японский вулканический остров в Филиппинском море. Остров находится в 287 километрах южнее от специальных районов Токио и относится к архипелагу Идзу, который управляется администрацией Токио. Также Хатидзё является частью национального заповедника Фудзи-Хаконэ-Идзу.